# Населённые пункты, вошедшие в состав Кирова
Населённые пункты, вошедшие в состав Кирова — перечень населённых пунктов, существовавших на территории современной Кирова и не являющиеся географическими объектами (или административно-территориальными единицами) административного деления Кирова.
В июне 1956 г. в черту города вошли НП Егоровская и Шамшуровы Красногорского сельсовета, Верхние Палкины, Исуповы, Крючки, Курочкины, Поскребышевы, Сергеевы, Солодки и Столбики Шалаевского сельсовета, в сентябре 1957 года — Пахомье
Красногорского, в апреле-мае 1958 — Епишины, Лянгасы, Малые Ряби,
Широковский Щербининского сельсовета и Чижи Хлыновского, в марте
1977 г. — Беляевская, Большие Кочуровы, Кочуровская мельница, Малые
Кочуровы Красногорского:16.
В постсоветские годы: 
- Красная Горка (Павловская Любцова). 22.11.1994[2]
- Малые Кисели. 22.11.1994[2].
- Урванцево. 14.04.2001[3].
- Шоломовская. 7.06.2008[4].